# 上石ニーニー
上石ニーニー（かみいしニーニー、2月3日 - ）は、日本の漫画家。男性。主に成人向け漫画を執筆している。

## 概要
2005年、「せんめつ少女ミユカ♥」で『COMIC RIN』Vol.5（茜新社）よりデビューし、2010年まで同誌で活動。その後は『マガジンWOoooo!』→『マガジンWOoooo!狼』→『COMIC BugBug』（サン出版）を経て現在は『コミックグレープ』（ジーオーティー）を中心に活動している。なお単行本の発売まで約5年もの歳月を要し、その影響で初期作品の多くが未収録となっている。

## 作品リスト

### 単行本
1. 『乳首勃ってきました』 2010年2月26日発売[2]、茜新社〈TENMACOMICS RIN〉、ISBN 978-4-86349-133-5
2. 『いやらしい牝穴』 2013年1月12日発売[3]、サン出版〈ウォー！コミックス〉、ISBN 978-4-86444-627-3
3. 『姉妹性交淫習』 2017年4月20日発売[4]、ジーオーティー〈GOTコミックス〉、ISBN 978-4-81480-025-4
4. 『触妻姦』 2021年11月25日発売[5]、ジーオーティー〈GOTコミックス〉、ISBN 978-4-82360-243-6

### 単行本未収録作品
- COMIC RIN（茜新社）
  - せんめつ少女ミユカ♥（Vol.5、2005年5月）[6]
  - すみれいろ（Vol.8、2005年8月）[6]
  - オープンスタイル愛莉さん（Vol.12、2005年12月）[6]
  - 廃墟ノデキゴト（Vol.13、2006年1月）[7]
  - 奉仕委員の奉仕係（Vol.16、2006年4月）[7]
  - コキ使い由未さん（Vol.17、2006年5月）[7]
  - 補習スイムスクール（Vol.22、2006年10月）[7]
  - 溢れだす精液（ザーメン）受けとめる巨乳（オッパイ）（Vol.24、2006年12月）[7]
  - 寮内のお姉さん達を綺麗にする性少年（2007年10月号）[8]
  - 風紀委員のタシナミ（2008年11月号）[9]
  - 逆調教時代（2010年3月号）[10]
  - ヒメゴトガールズ相談室部（2010年12, 2011年2月号）[10]
- アンソロジー（茜新社）
  - あてかちゃんのお部屋たんぼう（近親ラヴァーズ、2005年5月）[11]
  - ボクは姦査係（絶対ニーソLOVE、2007年6月）[11]